# Digital Legends
Digital Legends es una empresa que desarrolla videojuegos, con sede en Barcelona, España. La empresa está especializada en el desarrollo de títulos para plataformas móviles.

## Historia
Digital Legends Entertainment fue fundada en mayo de 2002 por Xavier Carrillo Costa (CEO), Ángel Cuñado Pérez (CTO) y Jean-Philippe Raynaud (vicepresidente), tras su salida de Rebel Act Studios.
Desde sus inicios y hasta 2006, la compañía estaba enfocada hacia dos sectores: el desarrollo de juegos de PC y la creación de juegos para dispositivos móviles. A finales de 2006, centraron su estrategia comercial en los dispositivos móviles (iPhone, iPad, etc.) convirtiéndose en una referencia en el sector.
Actualmente, Digital Legends es first party developer para Nokia y trabaja en su propia IP (propiedad intelectual).

## Juegos desarrollados
- One (2005) para N-Gage en colaboración con Nokia.[2]
- Soccer Fury (2006) para PC en colaboración con NCSoft.
- One,who is next (2006) para N-Gage en colaboración con Nokia.
- One, sequel (2008) en colaboración con Nokia.
- Kroll (2008) para iPhone y iTouch.
- Toryu, Legend of Kroll (2009) en colaboración con GungHo Online para iPhone y iPod Touch.
- Dance Fabulous (2009) para N-Gage en colaboración con Nokia.
- Bruce Lee Dragon Warrior (2010) para iPhone,iPod Touch, iPad y Android
- Battlefield Bad Company 2 (2010) para iOS y Android
- Battlefield Bad Company 3 (2011) para iOS (cancelado)
- Nutty Sam (2011) para iPhone, iPod Touch y iPad.
- Icebreaker Hockey (2011) para iOS y Android
- micoach Futbol (2011) para iPhone,iPod
- micoach Running (2011) para iPhone,iPod
- micoach Tennis (2012) para iPhone,iPod
- micoach Basket (2012) para iPhone,iPod
- Respawnables (2012) para iPhone,iPod e iPad
- Afterpulse (2015) para iOS y Android
- The Afterpulse TV (2015) para Apple TV
- Respawnables Heroes (2019). Siendo un rotundo fracaso, posiblemente sea el ùltimo juego con IP de la compañía.

## Premios
- Premio del público (People choice's award) en los IMGA Awards 2010 por su juego Bruce Lee: Dragon Warrior.[3]
- Nominado al Premio al Mejor Diseño (Excellence in Design) en los IMGA Awards 2010 por su juego Bruce Lee Dragon Warrior[4]
- Premio del público en los IMGA Awards 2008 por su juego Kroll para iPhone.[4]
- Premio al mejor 3D (Excellence in 3D) en los IMGA Awards 2007 por su juego One Sequel.[5]
- Nominado como Most Wanted Game de 2005 por GameSpot por su juego One.[6]
- Nominado al Mejor Juego para móviles en E3 2005 por 1up.com por su juego One[7]
- Premio Mejor Juego para N-Gage E3 2005 por MeriStation por su juego One.[8]